# Zilupe
Zilupe (wymowaⓘ) – miasto we wschodniej Łotwie, w novadsie Lucyn nad rzeką Siną. W latach 2009–2021 stolica novadsu Zilupe. Znane z klasztoru dominikanów, założonego przez Mikołaja Korwina-Popławskiego w 1694 i opisanego przez Dominika Chodźkę. W 1882 zniszczone przez pożar i wyludnione, ponownie otrzymało prawa miejskie od 1931 roku.
Podczas okupacji hitlerowskiej, w lipcu roku Niemcy utworzyli getto dla żydowskich mieszkańców. Przebywało w nim około 400 osób. W sierpniu 1941 roku Niemcy zlikwidowali getto, a Żydów zamordowano w lesie obok wsi Zabolotskie. Sprawcami zbrodni byli Łotysze z Rygi  z tzw. komando Arajsa oraz kompania miejscowej „samoobrony”. 
Znajduje się tu stacja kolejowa Zilupe. Jest to łotewska stacja graniczna na granicy z Rosją, w ciągu linii Ryga – Moskwa.